# يوخن مولر (لاعب كرة قدم)
يوخن مولر (و. 1925 – 1985 م) هو لاعب كرة قدم من ألمانيا الشرقية، ولد في إرفورت، مركز لعبه هو لاعب وسط، توفي في إرفورت، عن عمر يناهز 60 عاماً.

## روابط خارجية
- يوخن مولر على موقع قاعدة بيانات كرة القدم.إي يو (الإنجليزية)
- يوخن مولر على موقع بيانات كرة القدم. دي إي (الألمانية)
- يوخن مولر على موقع ناشيونال فوتبول تيمز (الإنجليزية)
- يوخن مولر على موقع عالم كرة القدم.نت (الإنجليزية)